# Вја дел'Оро (Рим)
Вја дел'Оро је насеље у Италији у округу Рим, региону Лацио.
Према процени из 2011. у насељу је живело 49 становника. Насеље се налази на надморској висини од 357 м.